# Christian Holter
Christian Holter (9 maggio 1972) è un ex calciatore norvegese, di ruolo difensore.

## Biografia
Ha una relazione con l'ex giocatrice di pallamano Janne Tuven. Vivono a Sandvika.

## Carriera

### Club
Holter debuttò nella prima squadra dell'Asker all'età di 16 anni. Nel 1992 passò al Bærum. A partire dal 1995 militò nello Stabæk, fino al 2005. Totalizzò 245 apparizioni con questa maglia, segnando 27 reti. Si ritirò al termine del campionato 2005.

## Palmarès

### Giocatore

#### Club

##### Competizioni nazionali
- Coppa di Norvegia: 1

Stabæk: 1998